# Rocco Capasso
Rocco Capasso (* 30. Dezember 1981 in Latina) ist ein ehemaliger italienischer Straßenradrennfahrer.
Rocco Capasso wurde 2004 jeweils Zweiter bei den italienischen Eintagesrennen Chieti-Casalincontrado-Blockhaus und Ruota d’Oro. In der Saison 2011 war er beim Gran Premio Folignano und bei der Trofeo Internazionale Bastianelli erfolgreich. Außerdem gewann er in Morciola di Colbordolo und er wurde Etappenzweiter beim Giro del Veneto. 2007 fuhr Capasso für das kolumbianische Boyacá es Para Vivirla-Marche Team.

## Erfolge
2006
- Gran Premio Folignano
- Trofeo Internazionale Bastianelli

## Teams
- 2007 Boyacá es Para Vivirla-Marche Team